# Stufentheorie von Nolan
In seiner Stufentheorie hat Richard L. Nolan, Professor für Betriebswirtschaftslehre an der Harvard Business School (Harvard University), die Entwicklung der Informationstechnologie in Unternehmen kategorisiert.
Nolan ordnete die Entwicklung in drei Hauptkategorien (Ären) mit je drei Unterkategorien ein.
1. DV-Ära
  1. Initialisierung
  2. Ausbreitung
  3. Steuerung
2. Ära der Informationsverarbeitung
  1. Integration
  2. IT-Architektur
  3. Entflechtung
3. Netzwerk-Ära
  1. Verteilung
  2. Reorganisation & Collaboration
  3. Personalisierung & Privatisierung

Zu der Entwicklung der IT hat Nolan vier Thesen aufgestellt
1. Die Entwicklung der IT vollzieht sich in Stufen.
2. Eine Stufe kann erst dann begonnen werden, wenn die vorhergehende abgeschlossen ist
3. Kein Unternehmen kann sich das Überspringen einer Entwicklungsstufe erkaufen.
4. Es muss ein Gleichgewicht in den Lernbereichen IT-Ressourcen, IT-Management, IT-Kosten, IT-Anwender und IT-Anwendungsbereiche bestehen.

In der Praxis findet Nolans Theorie breite Anwendung, obwohl sie wissenschaftlich umstritten ist.